# Velvyslanectví Vietnamu (Londýn)
Velvyslanectví Vietnamu v Londýně je diplomatickou misí Vietnamu ve Spojeném království. Vietnam má také obchodní sekci na Campden Hill Road 108 v Holland Park.

## Galerie

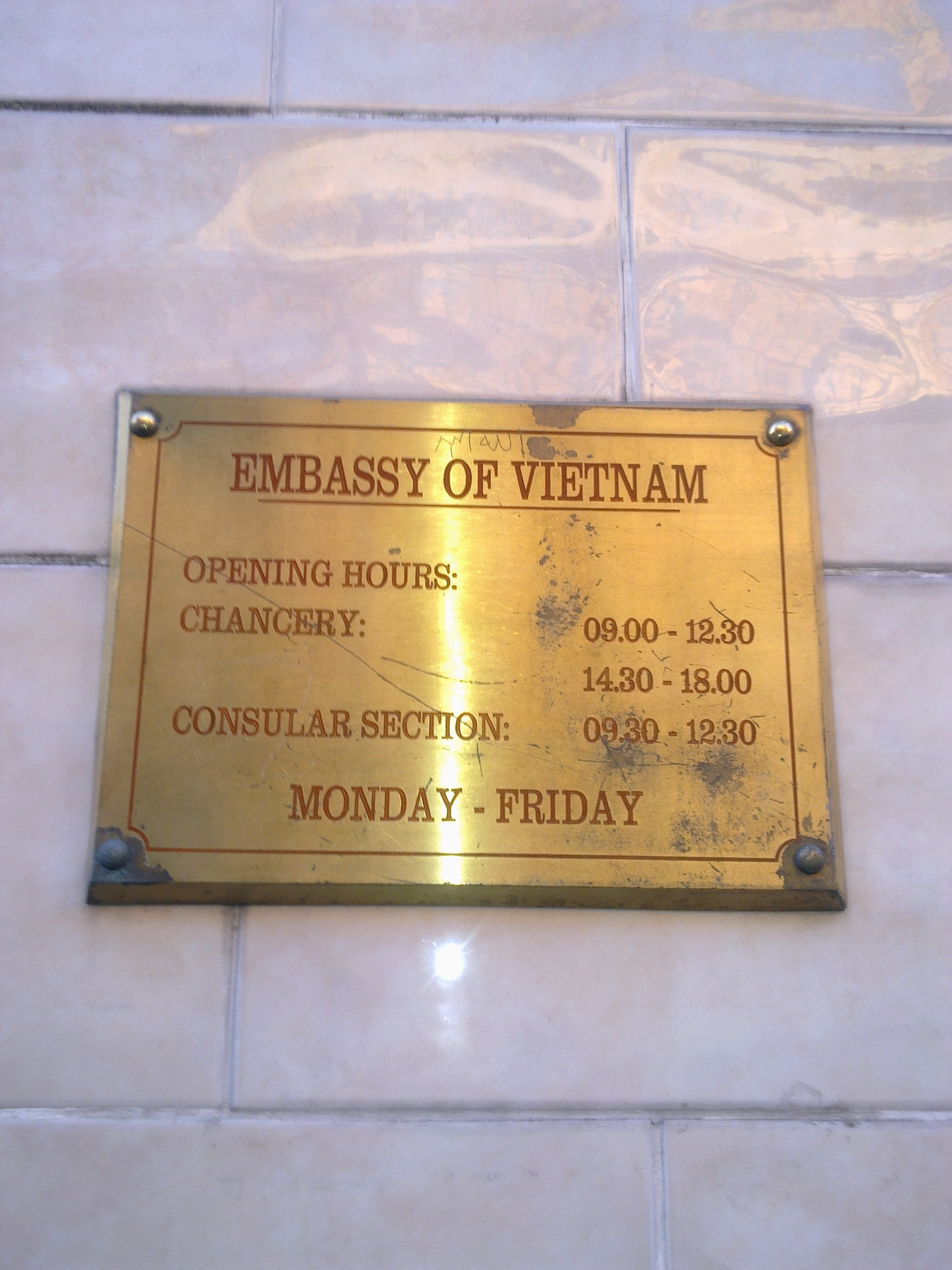
Plaketa před velvyslanectvím
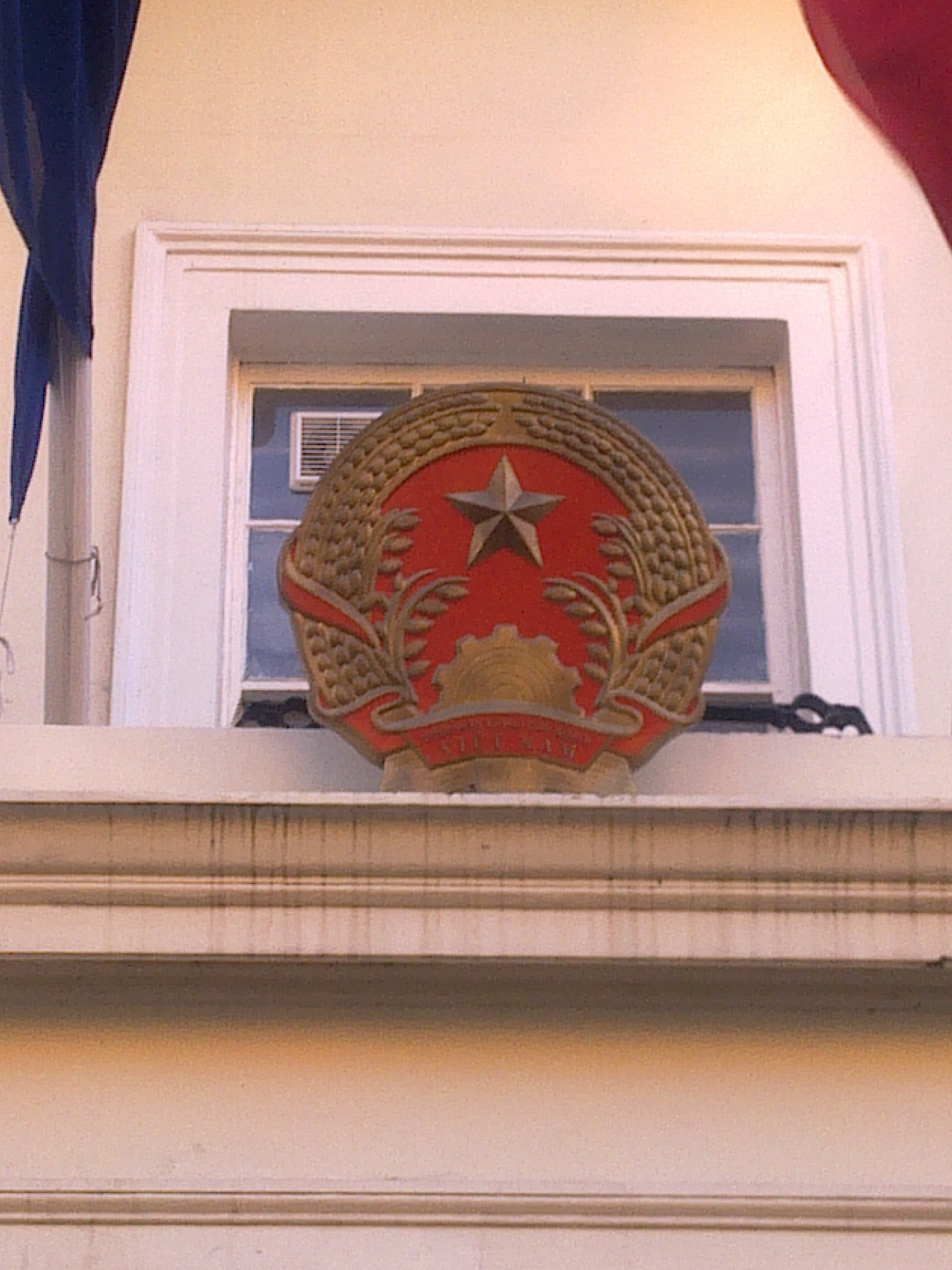
Státní znak Vietnamu nad vchodem